# Landover, Maryland
Landover är en ort och ett kommunfritt område i Prince George's County i delstaten Maryland i USA. Invånarna uppmättes 2010 till 23 078 i antalet.

## Historia
Platsen antas ha namngivits efter Llandovery i Wales.

### Fotnoter
1. ↑  Geographic Names Information System, GNIS: 2389871, läst: 10 april 2021.[källa från Wikidata]
2. ↑  United States Census Bureau, 2010 U.S. Gazetteer Files, United States Census Bureau, 2010, läst: 9 juli 2020.[källa från Wikidata]
3. ↑  United States Census Bureau (red.), USA:s folkräkning 2020, läs online, läst: 1 januari 2022.[källa från Wikidata]
4. ↑  ”Community Facts” (på engelska). American Factfinder. 26 februari 2010. Arkiverad från originalet den 10 december 2014. https://web.archive.org/web/20141210041242/http://factfinder2.census.gov/faces/nav/jsf/pages/community_facts.xhtml. Läst 1 februari 2014.
5. ↑  ”Profile for Landover, Maryland, MD”. epodunk.com. Arkiverad från originalet den 10 februari 2013. https://web.archive.org/web/20130210122545/http://www.epodunk.com/cgi-bin/genInfo.php?locIndex=2651. Läst 25 augusti 2012.